# Kateřina Pavlů
Kateřina Pavlů (* 11. srpna 2003 Brandýs nad Labem) je česká biatlonista, juniorská mistryně Evropy v biatlonu z roku 2025.

## Kariéra
Od dětství se věnovala gymnastice. Tento sport jí vydržel deset let. Trenér jí pobídl, aby začala dělat biatlon. S během na lyžích začala v Jablonci nad Nisou, po kterém navázala na biatlon.
Na začátku roku 2025 se stala juniorskou mistryní Evropy v závodu s hromadným startem. K tomu přidala bronz v závodě smíšených dvojic, ve kterém startovala po boku Davida Eliáše.
V únoru 2025 byla nominovaná na Mistrovství světa v biatlonu konaném ve švýcarském městě Lenzerheide. Svou premiéru si odbyla ve štafetovém závodě, ve které startovala na třetím úseku. Štafeta skončila na 12. místě.

## Osobní život
Narodila se v Brandýse nad Labem. Studuje na Fakultě přírodovědně-humanitní a pedagogická Technické univerzitě v Liberci, obory tělesná výchova a přírodopis.

## Výsledky

### Mistrovství světa
| Sezóna  | Akce | Místo       | SP | SZ | HZ | IZ | ŠT  | SŠT | SZD | Věk    |
| ------- | ---- | ----------- | -- | -- | -- | -- | --- | --- | --- | ------ |
| 2024/25 | MS   | Lenzerheide | –  | –  | –  | –  | 12. | –   | –   | 21 let |

### Juniorská mistrovství
| Sezóna  | D   | Místo     | SP  | SZ  | HZ  | IZ  | ŠT  | SŠT | SZD | Věk    |
| ------- | --- | --------- | --- | --- | --- | --- | --- | --- | --- | ------ |
| 2022/23 | MEJ | Madonna   | 26. | 7.  | ×   | 43. | ×   | 4.  | –   | 19 let |
| 2022/23 | MSJ | Ščučinsk  | 35. | 25. | ×   | 37. | 12. | 15. | ×   | 19 let |
| 2023/24 | MEJ | Jakuszyce | 13. | ×   | –   | 7.  | ×   | ZRU | ZRU | 20 let |
| 2023/24 | MSJ | Otepää    | 43. | ×   | 25. | 27. | 9.  | 13. | ×   | 20 let |
| 2024/25 | MEJ | Altenberg | 30. | ×   | 1.  | 32. | ×   | –   | 3.  | 21 let |